# Спецслужба: Сигнал тревоги
«Спецслужба: Сигнал тревоги» (англ. SAS: Red Notice) — художественный фильм режиссера Магнуса Мартенса в жанре экшн-триллер. Экранизация одноимённого романа Энди Макнаба 2012 года.
В Великобритании премьера фильма состоялась 12 марта 2021 года.

## Сюжет
Планы жениха на свадьбу прерываются угоном поезда, который должен был взорвать тоннель под Ла-Маншем .

## В ролях
- Сэм Хьюэн — Том Бэкингем
- Руби Роуз — Грейс Льюис
- Энди Серкис — Джордж Клеменс
- Том Уилкинсон — Уильям Льюис
- Ханна Джон-Камен — доктор Софи Харт
- Том Хоппер — Деклан Смит
- Оуайн Йомен — Оливер Льюис
- Ноэль Кларк — майор Биссет
- Рэй Пантаки
- Цзин Луси
- Дуглас Рейт
- Ричард МакКейб
- Энн Рид — Шарлотта

## Производство
В ноябре 2018 года было объявлено, что в Будапеште начались съемки фильма. Сэм Хьюэн, Руби Роуз, Том Уилкинсон и Оуайн Йомен были на тот момент заявлены на главные роли.
Съемки продолжались до февраля 2019 года, при этом Лондон и Париж также служили местом съемок. Энди Серкис, Ханна Джон-Кеймен, Том Хоппер, Ноэль Кларк, Ричард МакКейб и Энн Рид присоединились к актерскому составу.

## Релиз
Премьера фильма в Великобритании была намечена на 12 марта 2021 года, но затем была перенесена на 16 марта 2021.